# لفتریس لیراتزیس
لفتریس لیراتزیس (یونانی: Λευτέρης Λύρατζης؛ زادهٔ ۲۲ فوریهٔ ۲۰۰۰) بازیکن فوتبال اهل یونان است.
از باشگاه‌هایی که در آن بازی کرده‌است می‌توان به باشگاه فوتبال پائوک اشاره کرد.
وی همچنین در تیم‌های ملی فوتبال Greece national under-17 football team, Greece national under-18 football team, Greece national under-19 football team، و زیر ۲۱ سال یونان بازی کرده‌است.